# 科爾莫爾河
45°46′N 13°08′E / 45.767°N 13.133°E
科爾莫爾河是意大利的河流，位於烏迪內省，河道全長64公里，流域面積85平方公里，發源自法加尼亞以西，流經馬爾蒂尼亞科和烏迪內，最終注入亞得里亞海。